# Nathalie Lunghi
Nathalie-Kathleen Mary Lunghi-Joffé (Londres, 26 de agosto de 1986) es una actriz británica. 
Hija de la veterana actriz Cherie Lunghi y del director Roland Joffé, y hermana de Rowan Joffé, logró notoriedad por su interpretación de Geri West en la telenovela The Things I Haven't Told You, y por encarnar a la Princesa Isabel en el drama The Palace.

## Filmografía
- Layer Cake (2004)
- Jericho (2005)
- The Palace (2008)
- The Things I Haven't Told You (2008)